# Giv'at ha-More
Giv'at ha-More (hebrejsky: גבעת המורה, anglicky: Giv'at ha-More nebo Moreh) je horský masiv v severním Izraeli, který na severovýchodní straně vystupuje z roviny Jizre'elského údolí. Nejvyšší vrchol dosahuje nadmořské výšky 515 metrů, zatímco dno Jizre'elského údolí se nachází ve výšce 50–100 metrů. Na severní straně přechází Giv'at ha-More v planiny Dolní Galileji, ze které cca 8 kilometrů odtud vystupuje další izolovaný masiv hory Tavor. Na východní straně navazuje na Giv'at ha-More planina Ramot Isachar. K jihovýchodu se Giv'at ha-More sklání do Charodského údolí, které pak ústí do údolí řeky Jordán.
Giv'at ha-More se zmiňuje v Bibli jako návrší Móre (například Kniha Soudců 7,1). Táhl tudy při své válečné výpravě bilbický Gideon.
Arabové nazývali tuto horu Džebel Dachi podle muslimské svatyně Nabi Dachi umístěné na jejím vrcholku. Ve 20. století byla v údolí pod horou založena Afula jako židovské centrum tohoto regionu. Afula postupně expandovala z rovinaté nížiny na svahy Giv'at ha-More, kde existuje čtvrť Afula ha-Ce'ira. Během války za nezávislost v roce 1948 byla tato oblast zcela ovládnuta izraelskými silami, ale místní arabské obyvatelstvo nebylo vysídleno. Na svazích hory se tak rozkládá několik arabských vesnic – zejména ad-Dachi a Najn.
Vlastní centrální část Giv'at ha-More je přírodní rezervací, částečně zalesněnou díky aktivitám Židovského národního fondu.